# Zečevo

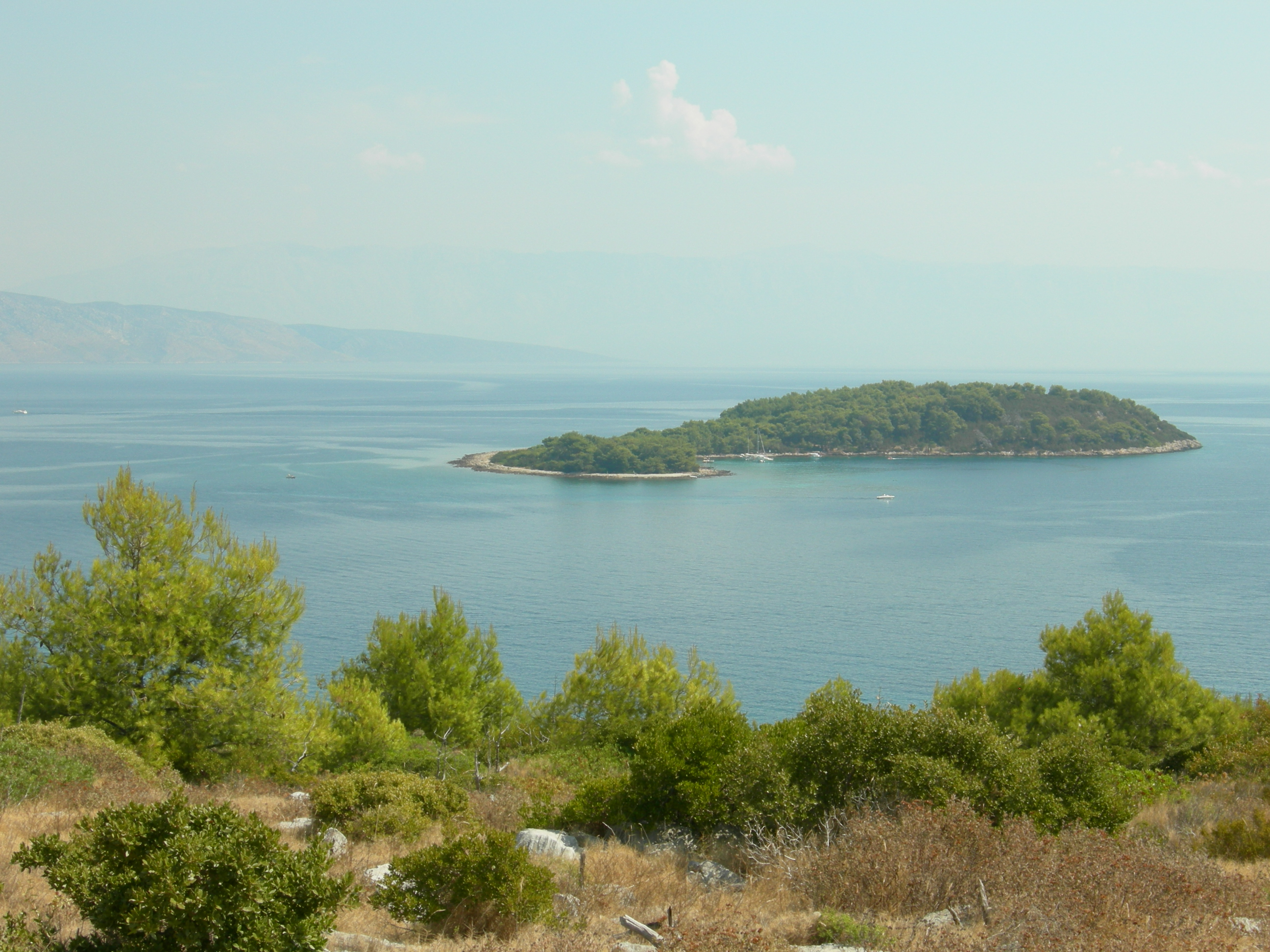
Widok na Zečevo z wyspy Hvar

Zečevo – chorwacka wyspa położona na Morzu Adriatyckim, w Kanale Hvarskim, oddzielającym wyspy Brač i Hvar.
Zečevo leży w Dalmacji. Jest to niezamieszkana wyspa o powierzchni 11,33 ha. Długość linii brzegowej wynosi 1539 m. Najwyższy jej punkt wznosi się na wysokość 29 m n.p.m. Zečevo jest oddalone od Hvaru o 600 m, od stałego lądu o niecałe 25 km, a od Makarskiej o około 29 km. Prawie cała wyspa porośnięta jest roślinnością, jedynie skaliste wybrzeże jest nieporośnięte. Jedyna plaża znajduje się w zatoczce widocznej na zdjęciu, położonej w południowo-zachodniej części wyspy. Korzystający z plaży przypływają tam własnymi łódkami, ponieważ na wyspie nie ma portów i nie dobijają do niej promy chorwackiej Jadroliniji ani żadne inne.